# Baiera
Baiera är ett till gingkoväxterna hörande utdött trädsläkte med upprepat flikade blad med jämnbreda flikar.
Baiera förekom redan under äldre perm och har sin huvudsakliga utbredning under jura. Baiera förekommer även i Skånes stenkolsförande bildningar.